# 山田村 (岐阜県土岐郡)
山田村（やまだむら）は、かつて岐阜県土岐郡に存在した村。
現在の瑞浪市山田町、明賀台などに該当する。

## 歴史
- 1889年（明治22年）7月1日 - 町村制により山田村が発足。
- 1897年（明治30年）4月1日 - 小田村、寺河戸村と合併し、瑞浪村が発足。同日山田村は廃止。

## 寺院
- 旭王寺
- 長見寺